# Nicodamidae
Nicodamidae é uma família de aranhas com 29 espécies e 9 gêneros.
Elas são de pequeno e médio porte e são encontradas em teias nas pequenas folhas perto do solo em florestas de eucalipto. Na maioria dos casos, o cefalotorax e pernas são de coloração avermelhada e a região do abdômen tem coloração preta.

## Distribuição
As espécies desta família estão presentes apenas na região da Nova Zelândia e da Austrália.

## Espécies
| Ambicodamus Harvey, 1995 | Dimidamus Harvey, 1995 | Durodamus Harvey, 1995 | Forstertyna Harvey, 1995 | Litodamus Harvey, 1995 | Megadictyna Dahl, 1906 | Nicodamus Simon, 1887 | Novodamus Harvey, 1995 | Oncodamus Harvey, 1995 |
| ------------------------ | ---------------------- | ---------------------- | ------------------------ | ---------------------- | ---------------------- | --------------------- | ---------------------- | ---------------------- |
| Ambicodamus audax        | Dimidamus arau         | Durodamus yeni         | Forstertyna marplesi     | Litodamus collinus     | Megadictyna thilenii   | Nicodamus mainae      | Novodamus nodatus      | Oncodamus bidens       |
| Ambicodamus crinitus     | Dimidamus dimidiatus   |                        |                          | Litodamus hickmani     |                        | Nicodamus peregrinus  | Novodamus supernus     | Oncodamus decipiens    |
| Ambicodamus dale         | Dimidamus enaro        |                        |                          | Litodamus olga         |                        |                       |                        |                        |
| Ambicodamus darlingtoni  | Dimidamus leopoldi     |                        |                          |                        |                        |                       |                        |                        |
| Ambicodamus emu          | Dimidamus sero         |                        |                          |                        |                        |                       |                        |                        |
| Ambicodamus kochi        | Dimidamus simoni       |                        |                          |                        |                        |                       |                        |                        |
| Ambicodamus leei         |                        |                        |                          |                        |                        |                       |                        |                        |
| Ambicodamus marae        |                        |                        |                          |                        |                        |                       |                        |                        |
| Ambicodamus sororius     |                        |                        |                          |                        |                        |                       |                        |                        |
| Ambicodamus southwelli   |                        |                        |                          |                        |                        |                       |                        |                        |
| Ambicodamus urbanus      |                        |                        |                          |                        |                        |                       |                        |                        |